# Heinosuke Gosho
Heinosuke Gosho (五所平之助, Gosho Heinosuke, 24 de janeiro de 1902 – 1 de maio de 1981) foi um diretor de cinema e roteirista japonês que dirigiu o primeiro filme sonoro de sucesso do Japão, Madamu to nyōbō, de 1931. Seus filmes são principalmente associados ao gênero shōshimin-eiga (lit. "drama de pessoas comuns"). Suas obras mais notáveis incluem Entotsu no mieru basho, Ōsaka no yado, Takekurabe e Kiiroi Karasu.

## Biografia
Gosho nasceu em 24 de janeiro de 1902, em Kanda, Tóquio, filho do comerciante Heisuke Gosho e da amante gueixa de seu pai. Aos cinco anos de idade, após a morte do filho mais velho de Heisuke, Gosho deixou sua mãe para ser o sucessor do negócio atacadista de seu pai. Ele estudou administração na Universidade Keio, graduando-se em 1923.
Através da estreita relação de seu pai com o diretor de cinema Yasujirō Shimazu, Gosho conseguiu ingressar nos estúdios Shochiku e trabalhou como assistente de direção de Shimazu. Em 1925, Gosho estreou como diretor com o filme Nantō no haru. Seus filmes da década de 1920 são hoje considerados perdidos.
O primeiro sucesso notável de Gosho, e o primeiro longa-metragem sonoro do Japão, foi a comédia de 1931, Madamu to nyōbō, que gira em torno de um escritor distraído por uma banda de jazz que toca ao lado. Nomeando The Marriage Circle, de Ernst Lubitsch, e A Woman of Paris, de Charles Chaplin, como as maiores influências estrangeiras na na elaboração do longa, a obra de Gosho oscilou entre a comédia e o drama, às vezes misturando os dois, o que rendeu a seus filmes a reputação de fazer o espectador "rir e chorar ao mesmo tempo". Outras marcas registradas de Gosho foram seu estilo de edição rápido e sua repetida dependência de fontes literárias para seus roteiros, prncipalmaente das obras dos escritores japoneses Yūzō Yamamoto e Ichiyō Higuchi. Juntamente com Shirō Toyoda, Gosho foi um dos primeiros diretores a adaptar para o cinema as obras do movimento junbungaku ("literatura pura"), que se opunha à literatura "popular" em favor da literatura "séria" e de um manejo mais complexo de seus assuntos. Um exemplo proeminente é Koi no hana saku Izu no odoriko (1933), uma adaptação bem-sucedida da história homônima de Yasunari Kawabata, sobre o amor não realizado entre um estudante e uma jovem camponesa. Dos 36 filmes que o diretor realizadou na década de 1930, pouco mais de meia dúzia sobreviveram até os dias de hoje.
Acreditando firmemente no humanismo, Gosho tentou reduzir o conteúdo militarista em seus filmes de guerra e mostrou solidariedade aos colegas de trabalho demitidos durante a greve dos estúdios Toho em 1948. Em 1950 ele fundou a produtora independente Studio Eight junto com Shirō Toyoda e outros ex-funcionários do estúdio. A primeira produção do Studio Eight foi o drama Wakaregumo, de Gosho, de 1951, sobre uma jovem infeliz de Tóquio que sentia felicidade em trabalhar como assistente de um médico rural. Suas obras mais conhecidas desta época são o drama de casamento e realismo social, Entotsu no mieru basho (1953), que foi exibido no Festival Internacional de Cinema de Berlim, e Kiiroi Karasu (1957), que narra a luta de um pai problemático ao se relacionar com o seu filho, que recebeu o Globo de Ouro de Melhor Filme Estrangeiro em 1958. Embora seus filmes tenham adquirido um tom mais sombrio em meados da década de 1950, como em Ōsaka no yado, onde é retratado um grupo de residentes de Osaka lutando contra um ambiente materialista desenfreado, ele permaneceu fiel aos seus ideais pessoais de "tolerância, compromisso e racionalidade".
Gosho também foi um dos primeiros grandes diretores japoneses a trabalhar extensivamente para a televisão como roteirista. Devido às rápidas mudanças na indústria cinematográfica da época, o trabalho de Gosho na década de 1960 alternava principalmente entre o melodrama e o shomin-geki. Filmes notáveis desta época incluem Ryōju (1961), baseado na novela de Yasushi Inoue sobre um casal adúltero, Osorezan no onna (1965), que narra a vida de uma jovem prostituta vítima de superstições, e Utage (1967), uma história de amor tendo como pano de fundo o Incidente de 26 de fevereiro de 1936 ocorrido no Japão. Seu último longa-metragem como diretor foi o filme de marionetes Meiji haru aki (1968).
Entre 1964 e 1980, Gosho atuou como presidente da Guilda dos Diretores do Japão. Embora tenha trabalhado repetidamente com atrizes e atores internacionalmente conhecidos, como Kinuyo Tanaka, poucos de seus filmes foram comercializados no Ocidente. Entre 1989–1990, uma retrospectiva de seu trabalho foi realizada pela Sociedade Japonesa de Manhattan e pelo Museu de Arte Moderna de Nova York.
Gosho também escreveu poemas haiku e atuou como diretor da Associação Japonesa de Arte Haiku.

## Filmografia selecionada
| Ano  | Título em japonês        | Romaji                          |
| ---- | ------------------------ | ------------------------------- |
| 1930 | 愛慾の記                 | Aiyoku no ki                    |
| 1931 | マダムと女房             | Madamu to nyōbō                 |
| 1933 | 恋の花咲く 伊豆の踊子    | Koi no hana saku Izu no odoriko |
| 1934 | 生きとし生けるもの       | Ikitoshi ikeru mono             |
| 1935 | 人生のお荷物             | Jinsei no onimotsu              |
| 1935 | 花婿の寝言               | Hanamuko no negoto              |
| 1935 | 花籠の歌                 | Hanakago no uta                 |
| 1936 | 朧夜の女                 | Oboroyo no onna                 |
| 1936 | 新道前篇                 | Shindō zenhen                   |
| 1936 | 新道 後篇良太の巻        | Shindō kōhen                    |
| 1940 | 木石                     | Bokuseki                        |
| 1942 | 新雪                     | Shinsetsu                       |
| 1947 | 今ひとたびの             | Ima hitotabi no                 |
| 1951 | わかれ雲                 | Wakaregumo                      |
| 1953 | 煙突の見える場所         | Entotsu no mieru basho          |
| 1954 | 大阪の宿                 | Ōsaka no yado                   |
| 1954 | 愛と死の谷間             | Ai to shi no tanima             |
| 1954 | 鶏はふたたび鳴く         | Niwatori wa futatabi naku       |
| 1955 | たけくらべ               | Takekurabe                      |
| 1956 | ある夜ふたたび           | Aru yo futatabi                 |
| 1957 | 黄色いからす             | Kiiroi karasu                   |
| 1957 | 挽歌                     | Banka                           |
| 1958 | 蟻の街のマリア           | Ari no machi no Maria           |
| 1961 | 猟銃                     | Ryōju                           |
| 1961 | 雲がちぎれる時           | Kumo ga chigireru toki          |
| 1962 | かあちゃん結婚しろよ     | Kaachan kekkon shiroyo          |
| 1965 | 恐山の女                 | Osorezan no onna                |
| 1966 | かあちゃんと11人の子ども | Kaachan to jūichinin no kodomo  |
| 1967 | 宴                       | Utage                           |
| 1968 | 女と味噌汁               | Onna to Misoshiru               |
| 1968 | 明治春秋                 | Meiji haru aki                  |